# Lidija Semënovna Potechina
Lidija Semёnovna Potechina, in russo Лидия Анатольевна Потехина, ma conosciuta soprattutto come Lydia Potechina (San Pietroburgo, 5 settembre 1883 – Berlino, 30 aprile 1934), è stata un'attrice russa.

## Biografia
Dopo aver frequentato dal 1900 la scuola del Teatro imperiale di San Pietroburgo, apparve per anni sulle scene russe. Nel 1918 emigrò a Berlino, dove conobbe e sposò un altro emigrato russo, il produttore Max Pfeiffer (1881-1947), già creatore del cabaret russo-tedesco Der blaue Sarafan. 
Dal 1921 recitò nel cinema tedesco sempre con ruoli secondari, dal momento che era non più giovane e aveva una figura piuttosto pesante, compensata per altro da una notevole espressività. Ebbe, tra l'altro, una parte ne Il dottor Mabuse di Fritz Lang, ma partecipò soprattutto a commedie fino al 1932.
Lo scultore e scenografo cinematografico tedesco Walter Schulze-Mittendorff progettò la scultura che orna la sua tomba.

## Filmografia parziale
- Destino (1921)
- Irrende Seelen (1921)
- Complotto (Die Verschwörung zu Genua), regia di Paul Leni (1921)
- Il dottor Mabuse (1922)
- Fräulein Raffke, regia di Richard Eichberg (1923)
- Komödie des Herzens (1924)
- Leidenschaft. Die Liebschaften der Hella von Gilsa (1925)
- Die gefundene Braut (1925)
- Sogno d'un valzer (1925)
- Athleten, regia di Frederic Zelnik (1925)
- Scusate, signorina (Die sieben Töchter der Frau Gyurkovics), regia di Ragnar Hyltén-Cavallius (1926)
- Der rosa Diamant (1926)
- L'avventuriera di Algeri (1927)
- Der Fürst von Pappenheim (1927)
- Die selige Exzellenz (1927)
- Gli esiliati del Volga (1927)
- Cuori in fiamme (1928)
- Il diavolo bianco (1930)
- Io di giorno, tu di notte (1932)
- L'Orloff (1932)